# U-1 (Kriegsmarine)
U-1 je bila nemška vojaška podmornica Kriegsmarine, ki je bila dejavna med drugo svetovno vojno.

## Zgodovina
Med junijem 1935 in aprilom 1940 je bila podmornica del šolske podmorniške flotilje.
Med 15. marcem in 29. marcem 1940 je opravila svojo prvo aktivno patruljo v Severnem morju.
4. aprila istega leta je odplula na svojo drugo patruljo ob obali Norveške, toda 6. aprila je izginila. Predvideva se, da se je potopila potem, ko je zadela pomorsko mino v Severnem morju.

## Poveljniki
| Poveljniki |                 |                    |                                     |
| Št.        | Čin             | Ime                | Poveljstvo                          |
| 1.         | Kapitanporočnik | Klaus Ewerth       | 29. junij 1935 - 30. september 1936 |
| 2.         | Kapitanporočnik | Alexander Gelhaar  | 1. oktober 1936 - 2. februar 1938   |
| 3.         | Kapitanporočnik | Hans-Günther Looff | februar 1938 - 1938                 |
| 4.         | Kapitanporočnik | Harald Grosse      | 1938 - oktober 1938                 |
| 5.         | Kapitan korvete | Jürgen Deecke      | 29. oktober 1938 - 6. april 1940    |

## Tehnični podatki
| Kategorije                                    | Podatki       |
| --------------------------------------------- | ------------- |
| Teža (t): na površju pod površjem polna Teža  | 254 303 381   |
| Dolžina (m) - tlačni trup (m)                 | 40,90 - 27,80 |
| Širina (m) - tlačni trup (m)                  | 4,08 - 4,00   |
| Izpodriv (m)                                  | 3,83          |
| Višina (m)                                    | 8,60          |
| Moč (hp): na površju pod podvršjem            | 700 360       |
| Hitrost (vozlov): na površju pod podvršjem    | 13,0 6,9      |
| Doseg (milja/vozel): na površju pod podvršjem | 1600/8 35/4   |
| Torpeda/Torpedne cevi                         | 5/3 bočne     |
| Posadka                                       | 22-24         |
| Maksimalni potop (m)                          | 150           |